# Stazione di Poggio Imperiale
La stazione di Poggio Imperiale è una fermata ferroviaria posta sulla linea Adriatica. Sita nel territorio comunale di Apricena, serve prevalentemente il centro abitato di Poggio Imperiale.